# London Review of Books
Il London Review of Books (o LRB) è un periodico letterario e politico inglese.
Fondato nel 1979 da Karl Miller, è attualmente guidato da Mary-Kay Wilmers, professoressa di inglese all'University College London. Distribuito per i primi sei mesi in aggiunta al New York Review of Books, diventa una pubblicazione indipendente nel 1980.

## Collaboratori
Tra i principali collaboratori si segnalano:
|  | - Tariq Ali - Martin Amis - Benedict Anderson - John Ashbery - Andrew Bacevich - Julian Barnes - Alan Bennett - Tony Blair - Anita Brookner - Angela Carter - Stanley Cavell - Bruce Chatwin - Terry Eagleton - William Empson - Paul Farmer - Jerry Fodor - Martha Gellhorn - Stephen Greenblatt - Mark Greif - Christopher Hitchens - Eric Hobsbawm - Frank Kermode | - Colin Kidd - India Knight - John Lanchester - Hilary Mantel - Wyatt Mason - Tom Nairn - Andrew O'Hagan - Tom Paulin - John Allen Paulos - Nicholas Penny - Adam Phillips - Lorna Sage - Edward Said - Elaine Showalter - Richard Rorty - Jacqueline Rose - Salman Rushdie - Iain Sinclair - Susan Sontag - Ernest Sackville Turner - Marina Warner - James Wood - Slavoj Žižek |